# Milan Adamič
Milan (Maksimiljan) Adamič, slovenski pedagog, psiholog, didaktik, * 1938, Videm-Dobrepolje, † 4. marec 2019.
Bil je profesor na Oddelku za pedagogiko in andragogiko Filozofske fakultete Univerze v Ljubljani, kjer je predaval od leta 1993 do leta 2008.

## Življenje
Doma je končal osnovno šolo – sedemletko in se leta 1951 vpisal na ljubljansko učiteljišče v pripravljalnico, kjer je leta 1957 maturiral z odliko. Prvo službeno mesto je dobil na Osnovni šoli Frana Levstika, ki je prav takrat dobila status eksperimentalne osnovne šole. Še isto leto se je vpisal na Filozofsko fakulteto, na takratni Oddelek za pedagogiko in psihologijo. Na fakulteti je svojo podobo oblikoval pod vplivom Vlada Schmidta, Stanka Gogale, Mihajla Rostoharja in drugih uveljavljenih pedagogov in psihologov. Ko je eksperimentalna šola postala vse bolj znana v jugoslovanskem prostoru, se je srečeval tudi s strokovnjaki iz Hrvaške (npr. didaktikom Vladimirjem Poljakom) in iz Srbije (didaktikom T. Prodanovićem). Njegovo področje proučevanja in razvijanja je postala didaktika.
Leta 1964 je diplomiral iz pedagogike (predmet A) in psihologije (B) in se naslednje leto zaposlil kot šolski pedagog in psiholog na Osnovni šoli Franca Rozmana Staneta v Šentvidu pri Ljubljani. Da bi dopolnil znanje iz psihologije, se je znova vpisal na Oddelek za psihologijo in leta 1968 diplomiral tudi iz psihologije kot predmeta A. Njegova kariera šolskega pedagoga in psihologa ni bila dolga. Manjkalo je strokovnjakov raziskovalcev, zato se je leta 1969 zaposlil na novo organiziranem Zavodu za šolstvo Republike Slovenije. Leta 1977 je uspešno zagovarjal magistrsko nalogo in leta 1993 doktoriral z eksperimentalno raziskavo Učinki uporabe modela sukcesivnega kombiniranja temeljnega in nivojskega pouka na znanje učencev. Istega leta je postal docent za področje didaktike in se zaposlil na Filozofski fakulteti v Ljubljani.

## Delo
Napisal je okoli sto dvajset znanstvenih in strokovnih člankov in razprav s pedagoško, zlasti didaktično tematiko. V slovenski pedagoški prostor je vstopil že leta 1960, ko je v reviji Otrok in družina izšel njegov članek Otroci mojega razreda, poskus prikaza vedenja šolskih otrok iz različnih socialnih slojev. Za začetno obdobje njegovega pedagoškega pisanja je značilno, da se je odzival na aktualna didaktična vprašanja in tako poskušal prispevati h kakovosti dela učiteljev. Objavil je nekaj prispevkov o uporabi televizije pri pouku, o svojih eksperimentalnih izkušnjah pri pouku in delu s starši. Odzival pa se je tudi na aktualna znanstvena in strokovna vprašanja in dileme konkretnega časa.
Njegovo prvo večje delo s pedagoškega in zlasti didaktičnega področja je obsežna razprava Ali je naša osnovna šola res Prokrustova postelja (1969). Istega leta je objavil razpravo o intelektualno podpovprečno razvitih učencih v osnovni šoli. Ukvarjal se je tudi s področjem izobraževalne tehnologije, z vprašanji učinkovitega izvajanja vzgojno-izobraževalnega dela v majhnih osnovnih šolah na podeželju, o delu v šolah s kombiniranim poukom, s problematiko uvajanja celodnevne šole in razmišljanju o ustreznosti uporabe različnih oblik in modelov učne diferenciacije.
Ko se je po osamosvojitvi Slovenije postopno izoblikovala zamisel o formiranju devetletne osnovne šole, je bil vključen v skupino za oblikovanje izhodiščnega koncepta devetletke in je ostro nastopal proti zamisli o uvedbi zunanje diferenciacije v zadnjih razredih devetletke. O tem je objavil več prispevkov v pedagoških znanstvenih in strokovnih revijah (npr. Kakšna bo nova osnovna šola, Pogledi na zunanjo diferenciacijo v osnovni šoli in možnosti za razvoj učencev, Dvomljiva metodologija reforme osnovne šole, Jalova rešitev idr.).
Tudi v zadnjem obdobju se je posvečal predvsem vprašanjem didaktike, še posebno učne diferenciacije v osnovni šoli. V zadnjih letih so opazne njegove razprave o didaktičnih razsežnostih šolske avtonomije, o konstruktivizmu pri pouku in didaktični teoriji W. Schulza in o vlogi poučevanja. Začel se je močno zavzemati za širšo vlogo šole. Ta mora »prerasti svoje izobraževalne namene in se odločneje zavzeti za razvoj drugih učenčevih (človeških, osebnostnih) potencialov in ustvarjalnosti«, kar je močno povezano s sodobnimi pojmovanji o vlogi didaktike.